# Popper (Angeln)
Ein Popper ist ein künstlicher Angelköder.

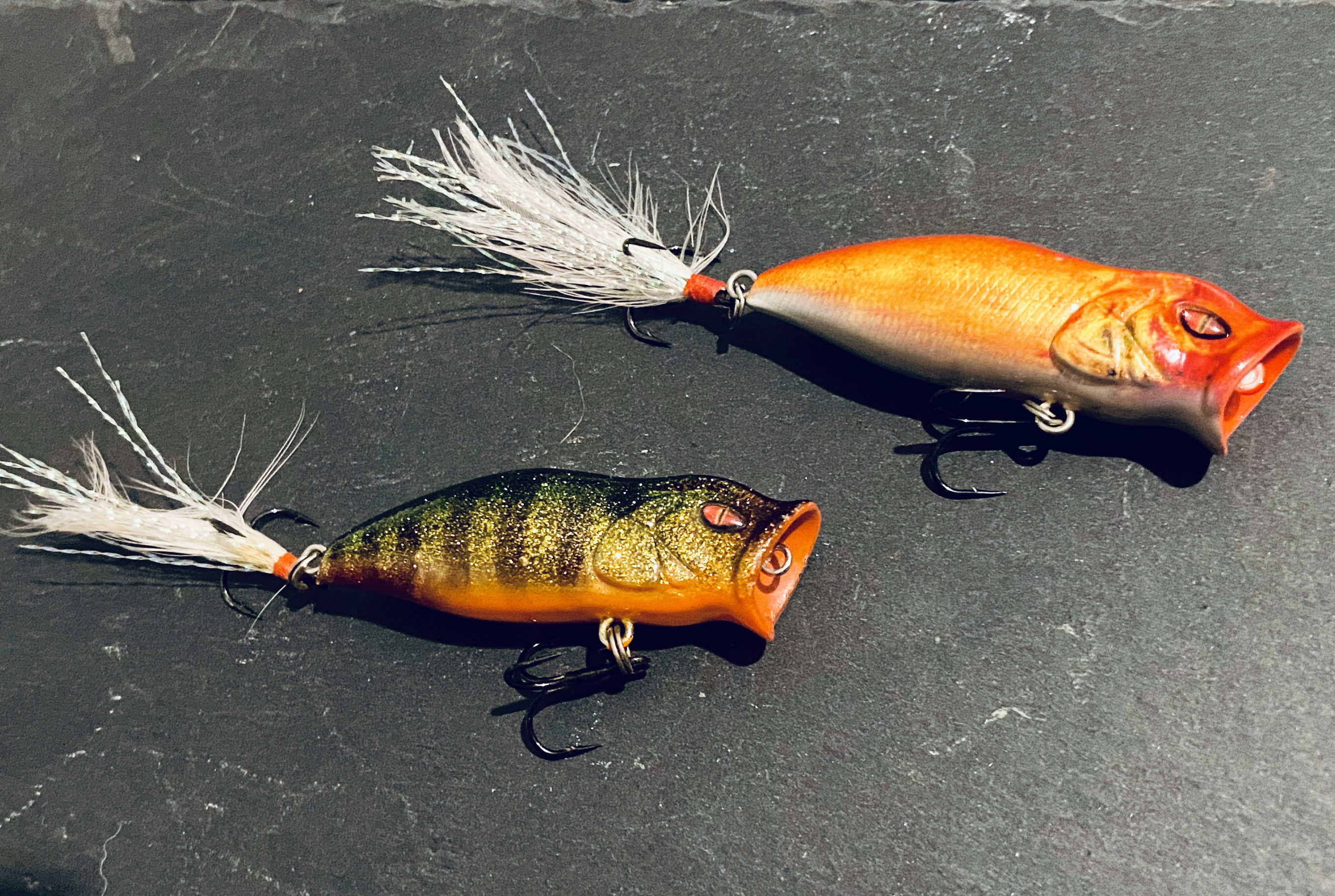
Popper zum Angeln

Popper stammen aus Nordamerika und sind eine besondere Form der Wobbler, die nur an der Wasseroberfläche geführt werden. Sie haben eine konkave nach innen gewölbte Kopfform. Durch ruckartiges Ziehen wird Wasser vor dem Popper in einem Bogen nach oben geschleudert. Dabei wird ein lautes platschendes bzw. ploppendes Geräusch erzeugt (daher auch der Name: engl. to pop: knallen, klatschen, ploppen), welches Raubfische zum Anbiss verleitet. Außerdem scheren manche Popper etwas seitlich aus. Entscheidend ist, dass man Popper sehr langsam führt und ausgedehnte Pausen einhält, in denen man gar nichts macht; denn genau in diesem Moment, wenn sich auf der Oberfläche fast alles wieder beruhigt hat, wird meistens der sehr aggressive Biss durch den Raubfisch durchgeführt. Der Popper ist der ideale Köder für stark verkrautete Gewässer, denn an der Wasseroberfläche hat man fast keine Hänger. Allerdings sollte die restliche Ausrüstung stark genug sein, um einen gehakten Fisch auch aus dem Kraut herauszubringen.